# Idaea purpureomarginata
Idaea purpureomarginata är en fjärilsart som beskrevs av Bohatsch 1879. Idaea purpureomarginata ingår i släktet Idaea och familjen mätare. Inga underarter finns listade i Catalogue of Life.